# Vismarkt 16 (Groningen)

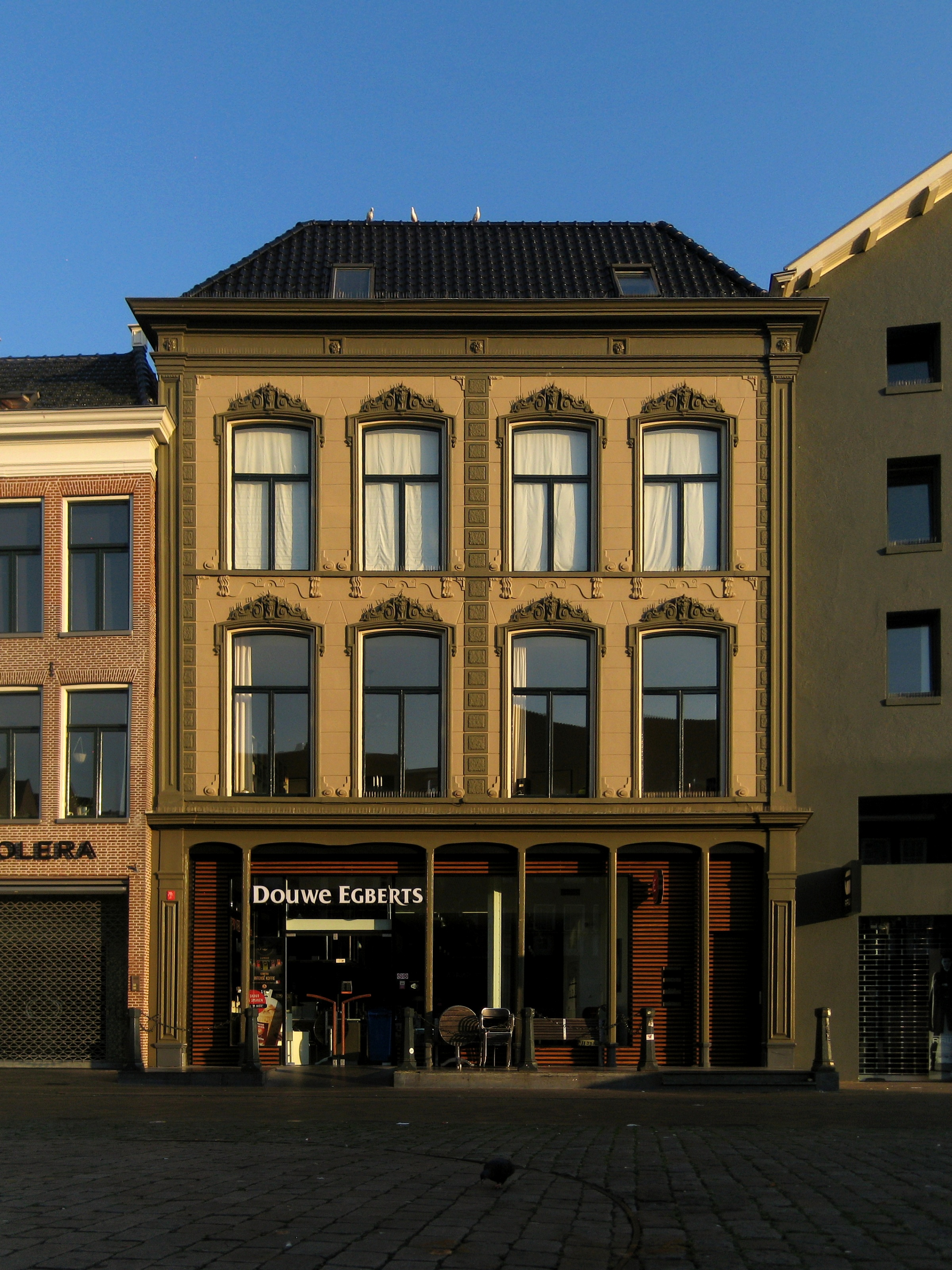
Het pand Vismarkt 16 in 2012

Het pand Vismarkt 16 is een winkelpand aan de Vismarkt in de Nederlandse stad Groningen, dat is aangewezen als rijksmonument.

## Beschrijving
Vismarkt 16 is een fors pand, dat drie volledige bouwlagen telt. Het staat aan de zuidoostzijde van de Vismarkt nabij het Koude Gat, op een plek waar blijkens kadastergegevens in 1828 nog twee panden moeten hebben gestaan. De vier venstertraveeën brede voorgevel dateert uit de tweede helft van de negentiende eeuw en is geheel gepleisterd. De vensters op de verdiepingen zijn gedecoreerd met stucbekroningen. Het pand wordt gedekt door een schilddak.
De benedenverdieping van het pand werd in 1907 verbouwd tot openbare leeszaal, waarbij ook een pui werd aangebracht (die bij een latere verbouwing weer verdween). In 1922 werden ook de bovenverdiepingen deel van de leeszaal. Het pand werd in 1959 verbouwd om er de griffie van de arrondissementsrechtbank Groningen te kunnen huisvesten. In 1971 werd het gebouw aangewezen tot rijksmonument. Nadat het eind jaren negentig was verkocht, werd op de benedenverdieping een geschenkenwinkel van Douwe Egberts gevestigd. Bij de verbouwing daartoe zijn de gietijzeren stoeppalen die bij de pui uit 1907 hoorden teruggeplaatst.